# Maszerbrum
Maszerbrum, Masherbrum (dawniej K1) – szczyt w paśmie Masherbrum Range, części Karakorum w Pakistanie. Jest dwudziestym piątym szczytem Ziemi pod względem wysokości oraz najwyższym szczytem swojego pasma. Leży na południe od lodowca Baltoro, przez który prowadzi najczęściej używany szlak na szczyt. Jego 3500-metrowa ściana północno-wschodnia uchodzi za jedno z najtrudniejszych wyzwań wspinaczkowych na świecie. W 1856 r. Brytyjczyk Thomas George Montgomerie podczas pomiarów geodezyjnych ponumerował najwyższe szczyty Karakorum. Pierwszym na jego liście był Maszerbrum, który otrzymał oznaczenie K1 („K” to skrót od Karakorum).
Pierwszego wejścia na szczyt dokonali członkowie wyprawy amerykańsko-pakistańskiej: George Bell i Willi Unsoeld w 1960 r.
17 września 1981 pierwszego wejścia na wierzchołek południowo-zachodni (7806 m) dokonali Zygmunt Andrzej Heinrich, Marek Malatyński i Przemysław Nowacki. Dwóch ostatnich zginęło podczas zejścia.